# Mimino
Mimino (ryska: Мимино) är en sovjetisk komedifilm regisserad av Georgij Danelija.

## Handling
Piloten Valiko Mizandari, även kallad Mimino (Falken), flyger helikopter mellan georgiska byar. Han drömmer om att få flyga stora plan, så han åker till Moskva för att ta kurser men träffar där Nuzgar Papisjvili som en gång i tiden förförde hans syster. Mimino bryter sig in i Papisjvilis lägenhet och försöker misshandla honom. Han grips av polisen och ställs inför rätta för skadegörelse. Hans nye vän, lastbilsföraren från Armenien Rubik-dzjan, gör sitt bästa för att hjälpa honom. 

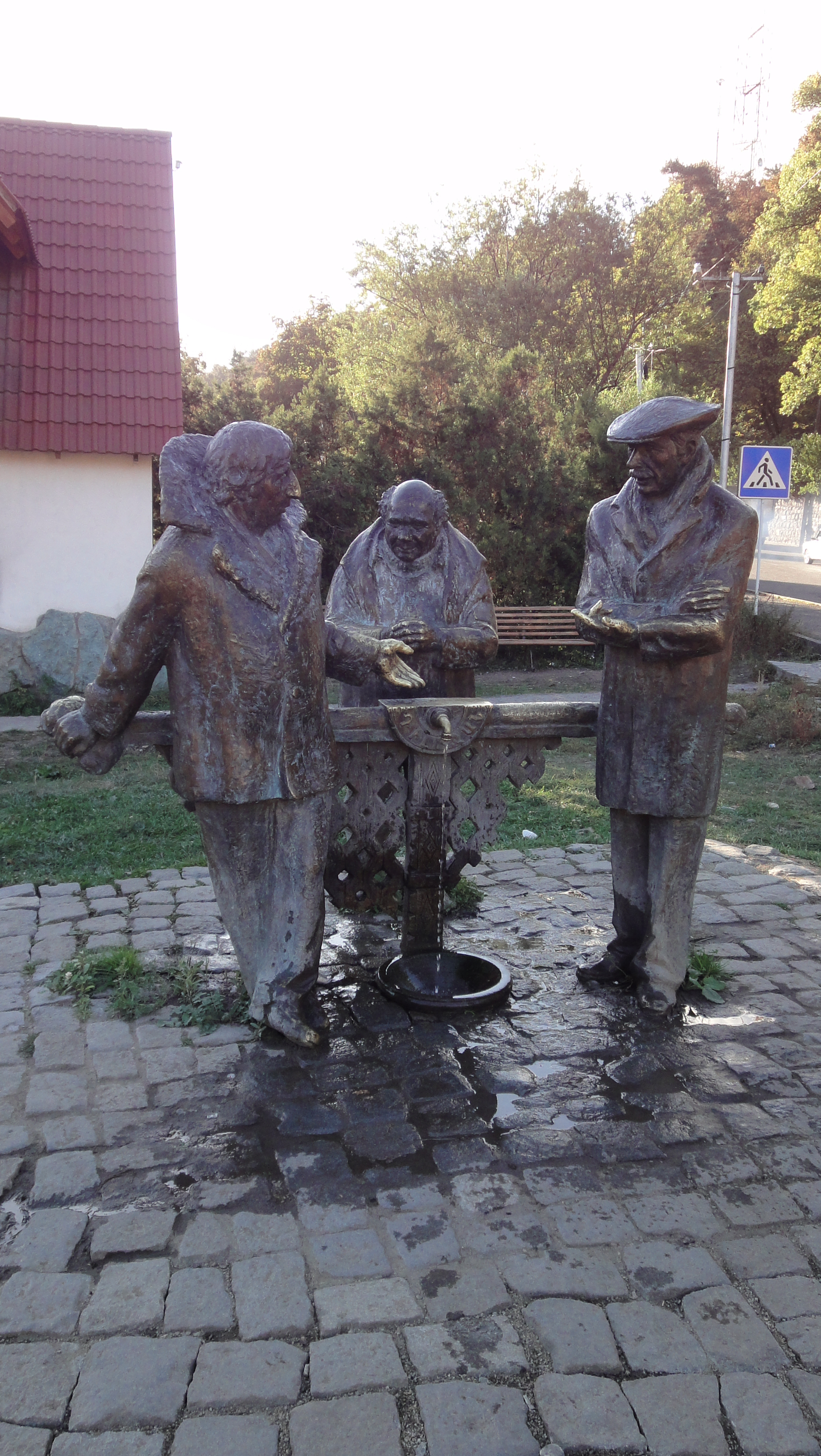
Filmfigurer från Mimino: Rubik-dzjan, Volohov och Mimino.
Skulpturen i Dilizjan, Armenien

## Rollista
- Vachtang Kikabidze – Mimino (Valiko Mizandari)
- Frunzik Mkrttjan – Rubik (Ruben Hatjikjan)
- Elena Proklova – flygvärdinna Larisa Ivanovna Komarova
- Artjil Gomiasjvili – Nuzgar Papisjvili
- Marina Djuzjeva – advokat
- Savelij Kramarov – brottsling
- Leonid Kuravlev – professor Hatjikjan
- Evgenij Leonov – Volohov
- Kote Dausjvili – Miminos far

## Priser
- 1977, Moskvas internationella filmfestival
- 1978, Allunionella filmfestivalen, Jerevan